# Karczew (gemeente)
De gemeente Karczew is een stad- en landgemeente in het Poolse woiwodschap Mazovië, in powiat Otwocki.
De zetel van de gemeente is in Karczew.
Op 30 juni 2004 telde de gemeente 15 929 inwoners.

## Oppervlakte gegevens
In 2002 bedroeg de totale oppervlakte van gemeente Karczew 81,49 km², waarvan:
- agrarisch gebied: 58%
- bossen: 24%

De gemeente beslaat 13,25% van de totale oppervlakte van de powiat.

## Plaatsen
- Brzezinka
- Całowanie
- Glinki
- Janów
- Karczew
- Kępa Nadbrzeska
- Kosumce
- Łukówiec
- Nadbrzeż
- Ostrówek
- Ostrówiec
- Otwock Mały
- Otwock Wielki
- Piotrowice
- Sobiekursk
- Władysławów
- Wygoda

## Aangrenzende gemeenten
Celestynów, Góra Kalwaria, Konstancin-Jeziorna, Otwock, Sobienie-Jeziory